# Porthecla minyia
Porthecla minyia is een vlinder uit de familie van de Lycaenidae. De wetenschappelijke naam van de soort werd als Thecla minyia in 1867 gepubliceerd door William Chapman Hewitson.